# 陈文东
陈文东（1957年—），福建南安人，汉族，中华人民共和国政治人物、第十一届全国人民代表大会福建地区代表。
加入中共。担任福建省长泰县岩溪镇湖珠村党支部书记、村委会主任。2008年起担任全国人大代表。